# Ria de Sutter-Besters
M.J. (Ria) de Sutter-Besters (Roosendaal, 3 november 1941) is een Nederlands politica. Van 1982 tot 2006 was ze voor het CDA in achtereenvolgend vier gemeenten burgemeester. Sinds 2021 is ze namens de partij Hollandse Delta Natuurlijk lid van de Verenigde Vergadering van het waterschap Hollandse Delta.
Ze heeft leiding gegeven aan de afdeling volkshuisvesting in Oosterhout en was gemeenteraadslid in haar geboorteplaats Roosendaal voor ze in 1982 burgemeester werd van de toenmalige Noord-Brabantse gemeente Haps. Ze was daar destijds de eerste vrouwelijke burgemeester in het Land van Cuijk wat toen nogal wat spanningen gaf; temeer omdat er destijds door de slechte economische situatie veel mensen werkloos waren en haar man toch al een goede baan zou hebben.
Zes jaar later werd De Sutter-Besters burgemeester van Fijnaart en Heijningen wat ze zou blijven tot die gemeente op 1 januari 1997 bij een gemeentelijke herindeling opging in de nieuwe gemeente Zevenbergen (later hernoemd in gemeente Moerdijk). Een maand later werd ze waarnemend burgemeester van Zoeterwoude en in juli van dat jaar volgde haar benoeming tot burgemeester van Rozenburg. Op 1 december 2006 ging ze daar met pensioen. Op 18 maart 2010 ging Rozenburg op in de gemeente Rotterdam waarbinnen het een deelgemeente is geworden. Bij de gemeenteraadsverkiezingen van 2010 was ze lijsttrekker van de nieuwe lokale partij Inwoners Partij Rozenburg (IPR) die bij die verkiezingen vier zetels haalde; evenveel zetels als de grootste partij (Gemeentebelangen Rozenburg; eveneens een lokale partij) die net iets meer stemmen kreeg. Kort na die verkiezingen werd De Sutter-Besters deelgemeentevoorzitter van Rozenburg.
Hoewel zij een motie van wantrouwen overleefde, nam ze eind augustus 2011 net als de rest van het dagelijks bestuur van de deelgemeente ontslag. In september 2011 werd zij uit de door haar opgerichte IPR gezet, omdat het anders onmogelijk bleek een nieuwe brede coalitie te vormen, aangezien De Sutter bleef dwarsliggen. Zij besloot daarna op persoonlijke titel deelraadslid te blijven.
Op 13 januari 2021 werd De Sutter-Besters lid van de Verenigde Vergadering van het waterschap Hollandse Delta namens de partij Hollandse Delta Natuurlijk als vervanger van Johan Huber, nadat ze dit eerder vanaf 2009 ook al is geweest. Bij de waterschapsverkiezingen 2023 was ze lijsttrekker van de partij, waarmee ze haar zitting continueerde.